# Programa de Gotha
El Programa de Gotha fue el programa político aprobado en el Congreso celebrado en 1875 en la ciudad alemana de Gotha, en el que se fusionaron la lassalleana Asociación General de Trabajadores de Alemania (ADAV) y el marxista Partido Socialdemócrata Obrero de Alemania (SDAP), para dar nacimiento a un nuevo partido, el Partido Socialista Obrero de Alemania (Sozialistische Arbeiterpartei Deutschlands, SADP), que en 1891 adoptaría el nombre de Partido Socialdemócrata Alemán (SPD) y que sigue existiendo en la actualidad.

## Antecedentes

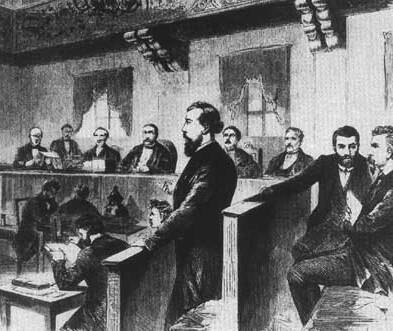
Proceso contra Wilhelm Liebknecht (de pie, en el centro) y August Bebel (sentado, a la derecha) en Leipzig (marzo de 1872).

La guerra franco-prusiana (1870-1871) y la constitución del nuevo Imperio alemán que le siguió alejaron definitivamente a las dos organizaciones socialistas, ADAV y SDAP, del Estado nacional alemán, posibilitando su acercamiento. El detonante fue la decisión del gobierno de Prusia de continuar la guerra contra la República que se había proclamado en Francia tras la derrota de Napoleón III en la batalla de Sedán. El 5 de septiembre de 1871 el comité de dirección del SDAP con sede en Braunschweig exigió la firma inmediata de la paz y condenó la anexión de Alsacia y Lorena, lo que provocó la detención y encarcelamiento inmediato de sus miembros. El 21 de septiembre el diario del SDAP Volksstaat demandaba «¡Una paz justa con la República francesa! ¡No a las anexiones!». Dos meses después tanto los diputados del SDAP, Wilhelm Liebknecht y August Bebel, como los dos diputados de la ADAV votaban en contra de la aprobación de nuevos créditos de guerra, siendo detenidos por orden del canciller Otto von Bismarck por esta causa, así como el director del periódico Volksstaat. El proceso de sustitución del sentimiento de solidaridad nacional por el de solidaridad de clase que estaban experimentando los dos partidos socialistas alemanes se acentuó con la Comuna de París. Así lo expresó August Bebel, que había salido de la cárcel gracias a que había resultado elegido diputado en los comicios de marzo de 1871, en un discurso que pronunció en el Reichstag y que impresionó al propio Bismarck, comenzando para él la «pesadilla de las revoluciones»:

Aunque París terminara sucumbiendo, estoy seguro de que el combate del que esta ciudad es avanzadilla se extenderá a toda Europa, y que antes de algunos decenios el grito de combate del proletariado parisiense, "Guerra a los palacios, paz a las chozas, muerte a los ociosos", se convertirá en el criterio de todo el proletariado europeo.

Los socialdemócratas fueron considerados apátridas y enemigos del Reich, Vaterlandslos und Reichsfeind, y Bebel y Liebknecht fueron condenados a dos años de prisión. Este último declaró ante el congreso del SDAP reunido en Coburgo en julio de 1874:

El Estado donde vivimos, que de hecho no es más que una Prusia ampliada, es un Estado de clase en el más fuerte sentido del término. Somos "enemigos del Reich", porque somos enemigos del Estado de clase.

La presión para la unificación de las dos organizaciones socialistas se hizo patente en el Congreso de Erfurt del SDAP, celebrado en junio de 1872, en el que los «sindicatos internacionalista» exigieron la formación de un único partido. Un paso importante en esa dirección lo constituyeron las elecciones de enero de 1874 en las que los dos partidos socialistas —que obtuvieron 352.000 votos y 9 diputados en el Reichstag, consiguiendo en algunos lugares como Sajonia, Schleswig-Holstein o Hamburgo un porcentaje superior al 35 %— renunciaron a enfrentarse entre sí en varias circunscripciones, como Berlín, donde el candidato del SPAD se retiró y pidió el voto para el de la ADAV, con mayores posibilidades de salir elegido. Otro paso significativo lo constituyeron las manifestaciones conjuntas para protestar contra las leyes militares. Pero el impulso decisivo para la unificación se produjo en junio de 1874 como consecuencia de la decisión del procurador general del Reich de prohibir temporalmente la ADAV y más tarde la sección berlinesa del SDAP.

## El Congreso de Gotha
Las negociaciones para la fusión comenzaron en febrero de 1875 en la localidad de Gotha. Participaron por parte del lassalleano ADAV Hasenclever, presidente del partido, y Hasselmann, y por parte del marxista SDAP Liebknecht, Motteler, Geib, Vahlteich, Ignaz Auer y Eduard Bernstein. Tras enconados debates se acordó un texto de compromiso inspirado en el marxismo pero en el que se hacían importantes concesiones a los lassalleanos como la aceptación de las teorías sobre la «ley de bronce de los salarios» y sobre la «masa reaccionaria» y el apoyo a las cooperativas de producción. Marx y Engels, a los que no se les dejó intervenir en las conversaciones, manifestaron su rechazo al documento —«ni Marx ni yo podríamos adherirnos jamás a un nuevo partido edificado sobre semejante base», escribió Engels en una carta a Bebel—, lo que no impidió que el proceso de unificación continuara.
Una vez alcanzado el acuerdo se convocó el Congreso fundacional del nuevo partido obrero unificado —llamado Partido Socialista Obrero de Alemania (Sozialistische Arbeiterpartei Deutschlands, SAPD)— que se celebró también en Gotha. En la sesión del 27 de mayo de 1875 los 71 delegados lassalleanos y los 56 esenachianos aprobaron por unanimidad el documento acordado sin introducir cambios importantes y que sería conocido como el Programa de Gotha.
Una vez aprobado Marx y Engels no iniciaron ninguna campaña en contra del Programa de Gotha porque como explicó Engels en una carta con fecha del 11 de octubre enviada a Bracke, «por fortuna, el programa ha sido juzgado más favorablemente de lo que se merecía. Obreros, burgueses y pequeñoburgueses leen en él lo que desean encontrar, no lo que efectivamente pone… Esto nos permite callarnos».

## El Programa de Gotha

### Contenido
El programa acordado fue un texto de compromiso entre las concepciones marxistas y lassalleanas. Así se aceptaron las teorías de los segundos sobre la «ley de bronce de los salarios» y sobre la «masa reaccionaria» y su reivindicación de la importancia de las cooperativas de producción.
El Programa consta de dos partes. La primera es una declaración de principios cuyo primer párrafo dice:

El trabajo es la fuente de todas las riquezas y de toda cultura, y como quiera que el trabajo productivo en general (nutzbringende Arbeit) solo es posible a través de la sociedad, pertenece a la sociedad, es decir, a todos sus miembros, el producto total del trabajo, en condiciones de trabajo obligatorio e igualdad de derechos, proporcionándose a cada uno según sus necesidades, de un modo racional (vernumftgemässen).

Del principio de que «el trabajo es la fuente de todas las riquezas y de toda cultura» se deriva la exigencia de «la transformación de los medios de producción en propiedad común de la sociedad y la regulación cooperativista del trabajo en su conjunto, unido a una utilización en beneficio general, así como una más justa distribución del producto del trabajo». Esta parte expositiva termina con la afirmación de que «la liberación del trabajo ha de ser obra de la clase trabajadora», a la que se añade una acotación propia del ideario lassalleano, «frente a la cual todas las demás clases sociales no son más que una masa reaccionaria».
En la segunda parte declarativa se dice que el SAPD «por todos los medios legales, propugna el Estado libre y la sociedad socialista, la desaparición de la ley salarial mediante la abolición del sistema asalariado, la desaparición de la explotación en todas sus formas y la eliminación de toda desigualdad política y social». Y «para encauzar la solución del problema social» exige «la instauración, con ayuda estatal, de cooperativas socialistas de producción» y la configuración del Estado sobre una serie de «postulados», entre los que se encuentran el «sufragio universal directo e igualitario, mediante votación secreta y obligatoria», la «legislación directa por el pueblo» —que además «es quien decide sobre la guerra y la paz»—, el «ejército popular» basado en el «servicio militar obligatorio», la «abolición de todas las leyes especiales (de excepción), concretamente las leyes de prensa, de asociación y de reunión y todas aquellas que limiten la libertad de expresión, la libertad de pensamiento y de investigación», los «tribunales populares» y el «derecho a una justicia gratuita», y, por último, la «educación del pueblo, general e igualitaria, por el Estado» —que incluye la «escolarización obligatoria» y «gratuita» y «declarar a la Religión como cuestión privada».
A continuación se exponen las exigencias «dentro de la sociedad actual»:

1.La mayor ampliación posible de los derechos políticos y libertades dentro del contexto de los postulados anteriormente indicados.
2. Un único y progresivo impuesto sobre la renta a nivel estatal y municipal, en lugar de los impuestos existentes, impuestos indirectos que inciden sobre las masas populares.
3.Derecho de asociación sindical sin ninguna limitación.
4.Una jornada laboral de acuerdo con las necesidades de la sociedad. Prohibición del trabajo dominicial.
5.Prohibición del trabajo de los niños y del trabajo de la mujer que sea perjudicial a la salud y a la moral (buenas costumbres).
6.Ley protectora para la vida y la salud de los trabajadores. Controles sanitarios de las viviendas de los trabajadores. Vigilancia de las minas, de las fábricas, talleres e industrias artesanas, por medio de funcionarios elegidos por los trabajadores. Exigencia de una ley efectiva sobre la responsabilidad civil.
7.Regulación del trabajo penitenciario.
8.Total autogestión (administración) de las cajas de previsión y mutualidades de los trabajadores.

### Crítica de Marx y Engels

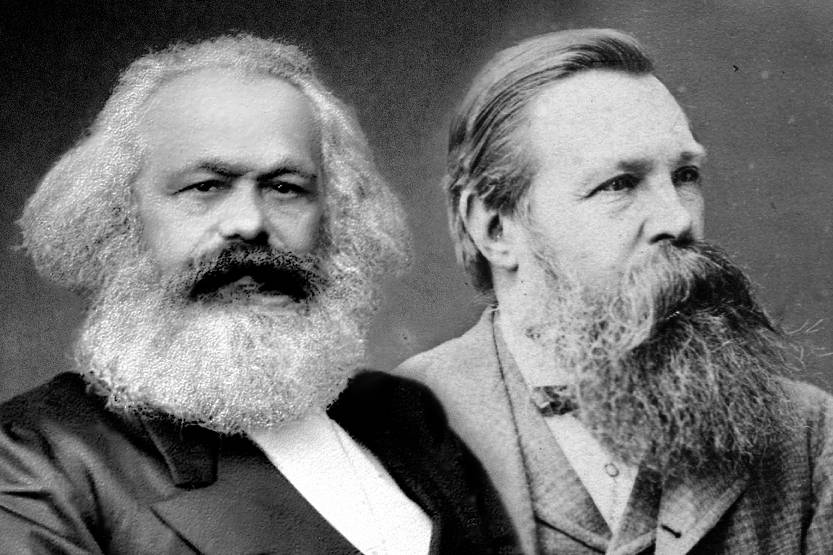
Karl Marx y Friedrich Engels.

La cesión en cuestiones teóricas y políticas lassalleanas provocaron el rechazo público de Karl Marx y Friedrich Engels.

"[En] caso de ser aprobado, Marx y yo jamás podríamos militar en el nuevo partido erigido sobre esta base y tendríamos que meditar muy seriamente qué actitud habríamos de adoptar frente a él, incluso públicamente. [...] En general, importan menos los programas oficiales de los partidos que sus actos. Pero un nuevo programa es siempre, a pesar de todo, una bandera que se levanta públicamente y por la cual los de fuera juzgan al partido. No debería, por tanto, en modo alguno, representar un retroceso como el que representa éste".
F. Engels (18-28 de marzo de 1875): Carta a Auguste Bebel.

Marx explicó su crítica al texto del acuerdo alcanzado entre el ADAV y el SDAP para la fusión en un documento incluido en una carta que envió al presidente del SDAP Bracke, pero el contenido del mismo no se difundió hasta años más tarde por lo que solo fue conocido por un círculo muy reducido de dirigentes. Sería publicado bajo el título de Crítica del Programa de Gotha y constituyó uno de los textos marxistas más importantes pues en él no solo se criticaban las concepciones lassalleanas —especialmente la teoría de la «masa reaccionaria» y la idea de la «fraternidad de los pueblos» que, según Marx, debía sustituirse por el internacionalismo proletario— sino que se precisaba el concepto de dictadura del proletariado y se distinguían las dos fases que debían seguir a la toma del poder por la clase obrera: una primera socialista, regida por el principio a cada cual según su aporte, y una segunda comunista, regida por el principio de cada cual según su capacidad y a cada cual según su necesidad.

## Valoración
Según Jacques Droz, el nuevo partido socialdemócrata nacido del Congreso de Gotha no fue exactamente un partido marxista, sino «un partido democrático y social, que solo se parecía remotamente a los proyectos que Marx tenía para Alemania». Según el testimonio de Eduard Bernstein el socialismo de Wilhelm Liebknecht «no había penetrado en la esencia del marxismo más que una manera superficial».